# Simulium vulgare
Simulium vulgare is een muggensoort uit de familie van de kriebelmuggen (Simuliidae). De wetenschappelijke naam van de soort is voor het eerst geldig gepubliceerd in 1935 door Dorogostaisky, Rubtsov & Vlasenko.